# Light & Magic
Light & Magic - to drugi album brytyjskiego zespołu Ladytron. Został wydany w 2002 roku. Album jest bardziej ukierunkowany na taniec niż jego poprzednik. Album jest przede wszystkim pod wpływem nowo pojawiającej się sceny electroclash, która składa się z artystów, którzy mieli duży wpływ na pierwszy album Ladytron.

## Lista utworów
1. "True Mathematics" – 2:22
2. "Seventeen" – 4:38
3. "Flicking Your Switch" – 3:26
4. "Fire" – 2:49
5. "Turn It On" – 4:46
6. "Blue Jeans" – 4:13
7. "Cracked LCD" – 2:32
8. "Black Plastic" – 4:17
9. "Evil" – 5:34
10. "Startup Chime" – 3:31
11. "NuHorizons"  – 4:03
12. "Cease2xist" – 4:37
13. "Re:agents" – 4:53
14. "Light & Magic" – 3:35
15. "The Reason Why" – 4:14; Dwie minuty od momentu kiedy piosenka się kończy, "USA vs White Noise (Album Version)" gra w ukryty utwór " – 2:17

### Utwory bonusowe
20 lipca 2004 roku album został ponownie wydany z czterema bonusowymi utworami.
1. "Seventeen" (Soulwax mix) – 4:26
2. "Cracked LCD" (live in Sofia) – 2:55
3. "Light & Magic" (live in Sofia) – 3:23
4. "Evil" (Pop Levi mix) – 3:13